# Iglesia rupestre de Cadalso
Para ver otras iglesias bajo la misma advocación, véase Iglesia del Carmen.
La iglesia rupestre de Cadalso, en el término municipal de Valderredible (Cantabria, España), fue declarada Bien de Interés Cultural el 15 de mayo del año 1983. Se encuentra en la localidad de Cadalso, al borde mismo de la carretera que va desde Polientes, capital municipal, hacia Escalada (Burgos), a menos de un kilómetro de Ruerrero y ya cerca de San Martín de Elines.

## Datación
Se trata de una iglesia rupestre, esto es, directamente tallada en la roca arenisca, lo que supone aprovechar la geología del valle del Ebro para realizar construcciones religiosas. La cronología de este tipo de manifestaciones rupestres del sur de Cantabria es controvertida, señalándose algún momento de la Alta Edad Media.
Algunos autores abogan por el origen de estos templos prerrománicos en época visigótica por inscripciones aparecidas en otras iglesias, con una cronología anterior al año 711 en que se inicia la conquista árabe. En el caso de la iglesia rupestre de la Virgen del Carmen se mantiene un amplio marco cronológico: entre el siglo VII y el X.

## Descripción
Es una iglesia de tamaño pequeño. Tiene una sola nave de planta rectangular, cubierta por bóveda de cañón y rematada en ábside cuadrangular más estrecho y alto que la nave. Tiene arco triunfal de medio punto. En la fachada de la nave hay un vano abocinado que actualmente está cegado, probablemente la única apertura que existió en origen.
Pueden observarse en la fachada huellas de repiqueteado, que quizá sean de un antiguo porche, hoy desaparecido.
En un lado se alza una espadaña. Se encuentra muy restaurada y con añadidos posteriores, como la mesa del altar, la espadaña que se alza en un lado y, muy probablemente, las dos ventanas de la cabecera, una redonda y otra rectangular que tiene por encima un grabado en forma de arco.
En el exterior de la iglesia, como ocurre en otras manifestaciones rupestres de Valderredible, hay dos tumbas altomedievales excavadas en la roca. Una de ellas es rectangular y la otra antropomorfa, esto es, con una cabecera en forma de herradura.